# 5459 Saraburger
5459 Saraburger è un asteroide della fascia principale. Scoperto nel 1981, presenta un'orbita caratterizzata da un semiasse maggiore pari a 2,8844579 UA e da un'eccentricità di 0,0452777, inclinata di 3,13547° rispetto all'eclittica.